# Lista animalelor dispărute din Oceania

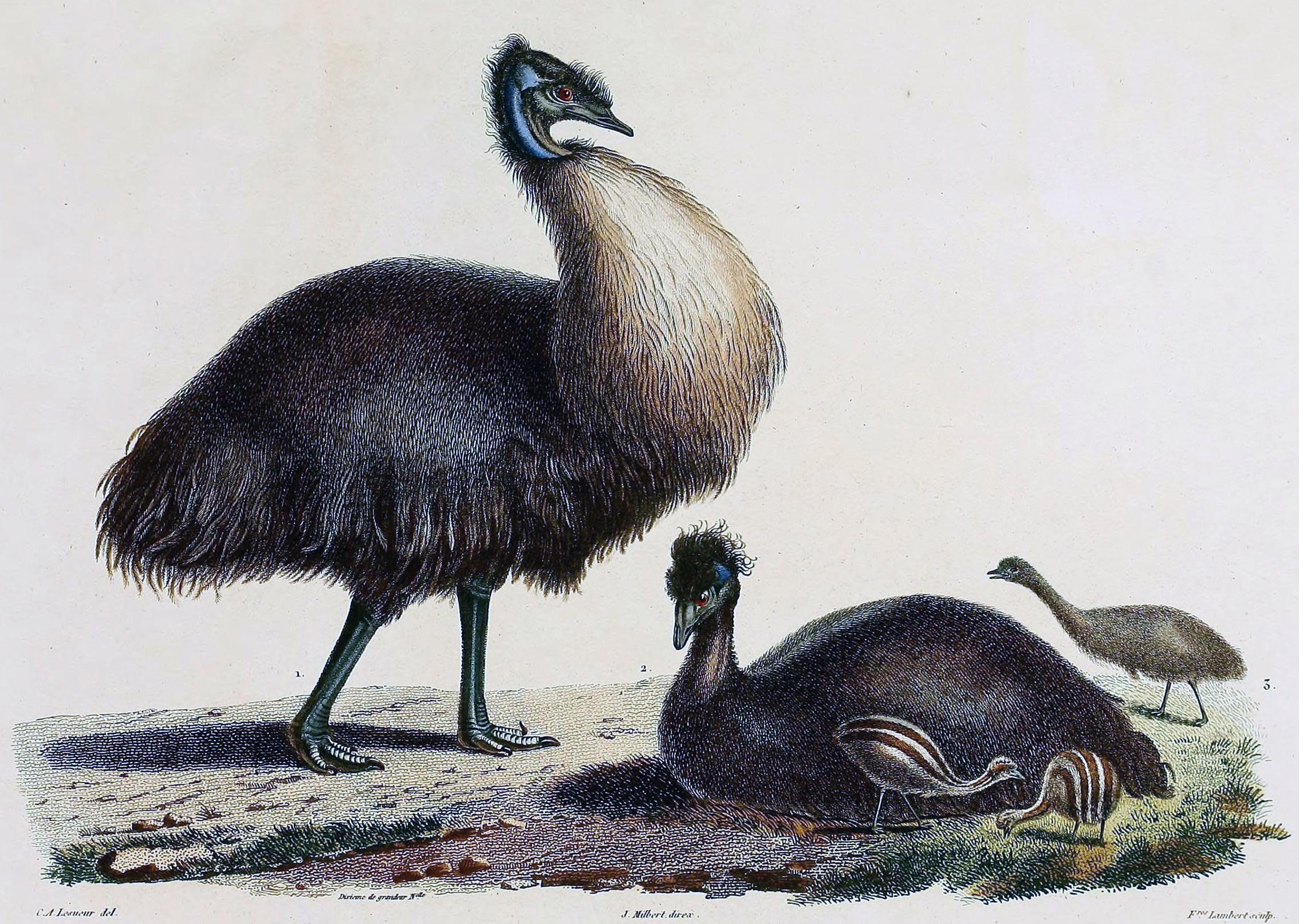
Emu de pe insula Kangaroo

Aceasta este o listă a animalelor dispărute din Oceania din anul 1800 până în prezent.
- Graur de Norfolk
- Porumbel cu gatul alb de pe insula Lord Howe
- Papagal roșu-nalga
- Papagal roșu încoronat
- Peri rufous
- Emu pitic
- Emu de pe Insula Kangaroo
- Emu tasmanian
- Porumbel de sol de pe insula Norfolk
- Tigru tasmanian
- Huia
- Șobolan împărat (Uromys imperator[1])
- Vulpe zburătoare de Guam (Pteropus tokudae[2])
- Vulpe zburătoare uriașă de Palau (Pteropus pilosus[3])
- Porumbel de Choiseul (Microgoura meeki[4])
- Graur de Kosrae (Aplonis corvina[5])
- Liliac de fructe cu nas tubular Nendo (Nyctimene sanctacrucis[6])
- Graur de Mauke (Aplonis mavornata[7])
- Peruș de Raiatea(Cyanoramphus ulietanus[8])
- Porumbel de sol cu cioc gros (Gallicolumba salamonis[9])
- Porumbel de sol Tanna (Gallicolumba ferruginea[10])

1. ↑  International), T. Leary (BirdLife; Kristofer Helgen (Division of Mammals, National Museum of Natural History; Wright, Debra (1 februarie 2016). „IUCN Red List of Threatened Species: Uromys porculus”. IUCN Red List of Threatened Species. Accesat în 13 mai 2021.
2. ↑  Allen Allison (Global Amphibian, Reptile & Mammal Assessments / Bishop Museum; International), G. Wiles (BirdLife; Kristofer Helgen (Division of Mammals, National Museum of Natural History; Bonaccorso, Frank (9 august 2019). „IUCN Red List of Threatened Species: Pteropus tokudae”. IUCN Red List of Threatened Species. Accesat în 13 mai 2021.
3. ↑  Bonaccorso, Frank; Kristofer Helgen (Division of Mammals, National Museum of Natural History; Allen Allison (Global Amphibian, Reptile & Mammal Assessments / Bishop Museum (6 iulie 2019). „IUCN Red List of Threatened Species: Pteropus pilosus”. IUCN Red List of Threatened Species. Accesat în 13 mai 2021.
4. ↑  International), BirdLife International (BirdLife (1 octombrie 2016). „IUCN Red List of Threatened Species: Microgoura meeki”. IUCN Red List of Threatened Species. Accesat în 13 mai 2021.
5. ↑  International), BirdLife International (BirdLife (1 octombrie 2016). „IUCN Red List of Threatened Species: Aplonis corvina”. IUCN Red List of Threatened Species. Accesat în 13 mai 2021.
6. ↑  Kristofer Helgen (Division of Mammals, National Museum of Natural History; Hamilton, Steve; Leary, Tanya (10 iulie 2019). „IUCN Red List of Threatened Species: Nyctimene sanctacrucis”. IUCN Red List of Threatened Species. Accesat în 13 mai 2021.
7. ↑  International), BirdLife International (BirdLife (1 octombrie 2016). „IUCN Red List of Threatened Species: Aplonis mavornata”. IUCN Red List of Threatened Species. Accesat în 13 mai 2021.
8. ↑  International), BirdLife International (BirdLife (1 octombrie 2016). „IUCN Red List of Threatened Species: Cyanoramphus ulietanus”. IUCN Red List of Threatened Species. Accesat în 13 mai 2021.
9. ↑  International), BirdLife International (BirdLife (1 octombrie 2016). „IUCN Red List of Threatened Species: Alopecoenas salamonis”. IUCN Red List of Threatened Species. Accesat în 13 mai 2021.
10. ↑  International), BirdLife International (BirdLife (1 octombrie 2016). „IUCN Red List of Threatened Species: Alopecoenas ferrugineus”. IUCN Red List of Threatened Species. Accesat în 13 mai 2021.